# رضا تجدد
رضا تجدد (۱۲۶۷ نجف ـ ۱۳۵۲) روزنامه‌نگار، مترجم، سیاستمدار و قاضی ایرانی بود. 
در عراق زاده شد. او فرزند شیخ‌العراقین مازندرانی بود. علوم حوزوی و ادبیات فارسی و عرب را در کربلا و نجف آموخت. در سال ۱۲۹۸ به اتفاق برادرش زین‌العابدین رهنما به ایران بازگشت و سال بعد در انتخابات مجلس شورای ملی به نمایندگی ساری انتخاب شد اما کودتای سوم اسفند ۱۲۹۹ مانع تشکیل مجلس شد تا اینکه در پی سقوط کابینه سید ضیاءالدین طباطبایی، مجلس کار خود را در تیر ۱۳۰۰ آغاز کرد (دوره چهارم). 
تجدد در دوره بعد (پنجم) نیز کرسی خود را در مجلس حفظ کرد. او از هواداران سردار سپه شد و روزنامه‌ تجدد را به راه انداخت و او که شیخ‌العراقین‌زاده نامیده می‌شد، از آن پس به تجدد شهرت یافت. تجدد ارگان فرقه دموکرات مستقل ایران بود و سید محمد تدین، عدل‌الملک دادگر، علی‌اکبر داور و دبیراعظم بهرامی که همگی نماینده مجلس بودند، در آن قلم می‌زدند. همین دوره از مجلس (دوره پنجم) بود که به خلع قاجاریه از سلطنت و انتقال قدرت به رضا خان پهلوی رأی داد.
پس از به پادشاهی رسیدن رضا شاه، در اواخر سال ۱۳۰۵ که علی‌اکبر داور وزیر عدلیه شد و تشکیلات محاکم را به هم ریخت تا بنای دادگستری نوین ایران را بگذارد، تجدد را به خدمت قضا دعوت کرد و او را به ریاست عدلیه خراسان و سپس مستشاری دیوان تمییز (دیوان عالی کشور) رساند. 
در سال ۱۳۱۴ تجدد و برادرش زین‌العابدین رهنما مغضوب رضاشاه و زندانی و سپس به عراق تبعید شدند. پس از استعفای رضاشاه، هر دو برادر به ایران بازگشتند و بار دیگر فعالیت سیاسی خود را پیش گرفتند. در آذر ۱۳۲۰ که سید محمد تدین در کابینه محمدعلی فروغی وزیر فرهنگ شد، تجدد را در ۲۸ دی به عنوان معاون خود به مجلس معرفی کرد. او مدتی هم معاون وزارت دادگستری بود تا اینکه در سال ۱۳۲۲ بار دیگر به عنوان نماینده ساری به مجلس رفت (دوره چهاردهم).
او از ازدواج اول چهار پسر به نام های مصطفی، مرتضی، هوشنگ و پرویز داشت. بعدها با مهین تجدد ازدواج کرد و صاحب یک دختر به نام نهال شد.
تجدد کتاب الفهرست ابن ندیم را از عربی به فارسی برگردانده است.